# لووفت
لووفت (به آلمانی: Looft) یک شهر در آلمان است که در اشتاینبورگ واقع شده‌است.
 لووفت  ۳۸۶ نفر جمعیت دارد.